# Omega Centauri

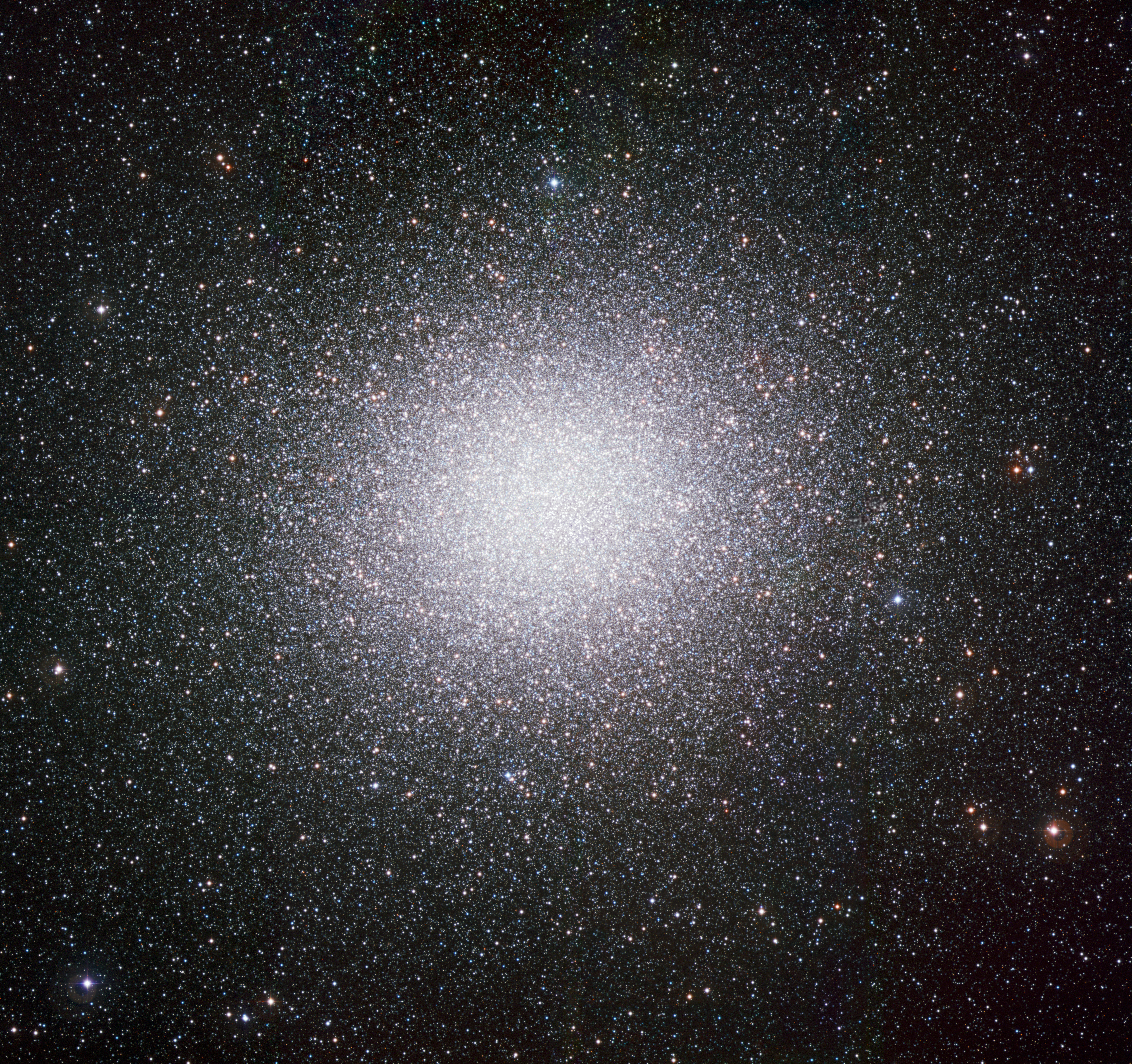
Den klorformiga stjärnhopen Omega Centauri. Foto: ESO.

Omega Centauri (ω Cen eller NGC 5139) är en klotformig stjärnhop i den mellersta delen av stjärnbilden Kentauren, som först identifierades som ett ickestellärt objekt av Edmond Halley år 1677. Beläget på ett avstånd av ca 15 800 ljusår (4 850 parsek) är det den största klotformiga stjärnhopen i Vintergatan med en diameter på ungefär 150 ljusår. Den beräknas innehålla ca 10 miljoner stjärnor och ha en total massa som motsvarar 4 miljoner solmassor, vilket gör den till den mest massiva klotformiga hopen i Vintergatan. Omega Centauri är så avvikande från de andra klotformiga stjärnhoparna i galaxen att den kan antas ha ett annorlunda ursprung, som till exempel resterna av kärnan i en uppbruten dvärggalax.

## Observationshistorik
År 150 e.Kr. katalogiserades den grekisk-romerske författaren och astronomen Ptolemaios objektet i sin Almagest som "en stjärna på hästens rygg", "Quae est in principio scapulae". Tyska advokaten och kartografen Johann Bayer använde Ptolemaios data för att beteckna detta objekt "Omega Centauri" i sin 1603 publikation Uranometria. Den engelske astronomen Edmond Halley använde ett teleskop på den sydatlantiska ön Sankt Helena, då han återupptäckte objektet år 1677 och noterade det som ett ickestellärt föremål. År 1715 publicerades den av Halley i hans lista över sex "ljuspunkter eller fläckar" i Philosophical Transactions of the Royal Society.
Den schweiziske astronom Jean-Philippe de Cheseaux inkluderade 1746 Omega Centauri i sin lista över 21 nebulosor, liksom den franska astronomen Lacaille 1755, som gav den katalognummer L I.5. Den blev först erkänd som ett klotformig stjärnhop år 1826 av den skotske astronom James Dunlop, som beskrev den som ett "vackert klot av stjärnor gradvis förtätad och måttligt komprimerad till mitten".

## Egenskaper
Omega Centauri befinner sig på ett avstånd av ca 15 800 ljusår (4 850 pc) från solen och är en av de få klotformiga stjärnhopar som är synliga för blotta ögat. Den täcker ett område nästan lika stort som fullmånen vid observation från en plats utan ljusföroreningar. Det är den ljusaste, största och, med 4 miljoner solmassor, den mest massiva kända klotformiga stjärnhopen i Vintergatan. Av alla liknande stjärnhopar i den lokala gruppen av galaxer är endast Mayall II i Andromedagalaxen ljusare och mer massiv. Omega Centauri är ca 12 miljarder år gammal.
Stjärnorna i kärnan i Omega Centauri ligger så tätt att de uppskattas att vara genomsnittliga endast 0,1 ljusår ifrån varandra. Den interna dynamiken har analyserats med hjälp av mätningar av den radiella hastigheten hos 469 stjärnor. Medlemmarna av stjärnhopen kretsar i mitten av massan med en topphastighetsskillnad på 7,9 km/s. Massfördelningen som härrör från kinematiken är något mer utbredd än magnitudfördelningen, men inte starkt inkonsekvent med denna.

## Bevis för ett centralt svart hål
En studie 2008, baserat på observationer gjorda av Hubble Space Telescope och Gemini Observatory på Cerro Pachon i Chile, gav bevis för ett medelstort svart hål i mitten av Omega Centauri. Hubbles avancerade kamera för undersökningar visade att stjärnorna trängs ihop nära centrum av Omega Centauri, vilket framgår av den gradvisa ökningen av magnituden nära centrum. E. Noyola och kollegor fann, med hjälp av instrument i Gemini-observatoriet för att mäta hastigheten på stjärnorna som virvlar runt i stjärnhopens kärna, att stjärnorna närmare kärnan rör sig snabbare än stjärnor längre bort. Denna mätning tolkades så att osynligt materia i kärnan interagerar gravitationellt med närliggande stjärnor. Genom att jämföra dessa resultat med standardmodeller drog astronomerna slutsatsen att den sannolika orsaken var gravitationstrycket av ett tätt, massivt föremål som ett svart hål. De beräknade objektets massa vid 40 000 solmassor.
Nyare arbete har emellertid ifrågasatt dessa slutsatser, i synnerhet ifrågasätts den föreslagna platsen för stjärnhopens centrum. Beräkningar med hjälp av en reviderad plats för stjärnhopens centrum visade att hastigheten hos stjärnorna i kärnan inte varierar med avstånd, vilket skulle förväntas om ett medelstort svart hål var närvarande. Samma studier visade också att magnituden inte ökar mot mitten utan istället förblir relativt konstant. Författarna noterade att deras resultat inte helt utesluter det svarta hålet som Noyola och kollegor föreslagit, men det bekräftar heller inte det, och de begränsar dess maximala massa till ca 12 000 solmassor.

## Upplösta dvärggalaxen
Det har spekulerats om att Omega Centauri är kärnan i en dvärggalax som stördes och absorberades av Vintergatan. Kapteyns Star, som för närvarande bara är 13 ljusår bort, antas härröra från Omega Centauri. Omega Centauris kemi och rörelse i Vintergatan är också förenliga med denna bild. Liksom Mayall II har Omega Centauri en rad metalliska och stellära åldrar som tyder på att inte alla stjärnor bildades samtidigt (som klorformiga stjärnhopar antas bildas) och kan faktiskt vara återstoden av kärnan i en mindre galax, som för länge sedan införlivades i Vintergatan.